# Стрийський повіт
Стрийський повіт — історична адміністративна одиниця на українських землях, що входила до складу Австро-Угорщини, Західно-Української Народної республіки, УНР, Польщі, СРСР і Третього Райху. Адміністративним центром було місто Стрий.

## Австро-Угорщина
Стрийський повіт утворений у 1850 р. У 1867 р. до Стрийського повіту з 44 громад (ґмін) приєднано Сколівський повіт з 48 громад (гмін) і громади Болехівського повіту Великі Дідушичі, Моршин, Соколів, Ґельзендорф з Новим Олексинцем і Ланівка. Однак поділ судових органів у вигляді двох окремих адміністрацій зберігався попереднім до 1911 р., коли було відновлено Сколівський повіт.
На 1911 р. повіт поділявся адміністративно на 56 громад, земельно — на 46 кадастральних гмін та займав площу 659 км², населення повіту складало 80 211 осіб, українці-грекокатолики становили 77 %, євреї — 11 %.

## У складі ЗУНР
Повітовим комісаром був адвокат д-р Антін Гарасимів. Міським комісаром був обраний адвокат д-р Єронім Калитовський. Головою Повітової УНРади був о. Остап Нижанковський, парох у Завадові (УНДП). Делегатами до УНРади обрані: від міста — судовий радник Остап Весоловський (УНДП); від сіл повіту — Яким Маркус, селянин із Жулина (УРП).
Командантом міської поліції був Роман Теодорович, завдяки заслугам якого було викрито підпільну польську організацію у Стрию. Також у місті  був Окружний суд під керівництвом судді Володимира Кульчицького, а згодом Остапа Веселовського. Також був Повітовий суд під керівництвом Н. Раставецького, два військові суди, Податковий уряд під керівництвом Івана Мішкевича, який згодом керував фінансами у Стрию.
Повіт входив до Стрийської військової округи Станиславської військової області ЗУНР.

## Під польською окупацією
Включений до складу Станиславівського воєводства після його утворення у 1920 році на окупованих землях ЗУНР. До складу повіту входило 91 поселення (з них 1 місто, 51 сільська гміна і 35 фільварків) зі 140 223 житловими будинками. Площа повіту — 659 км².

### Зміни адміністративного поділу

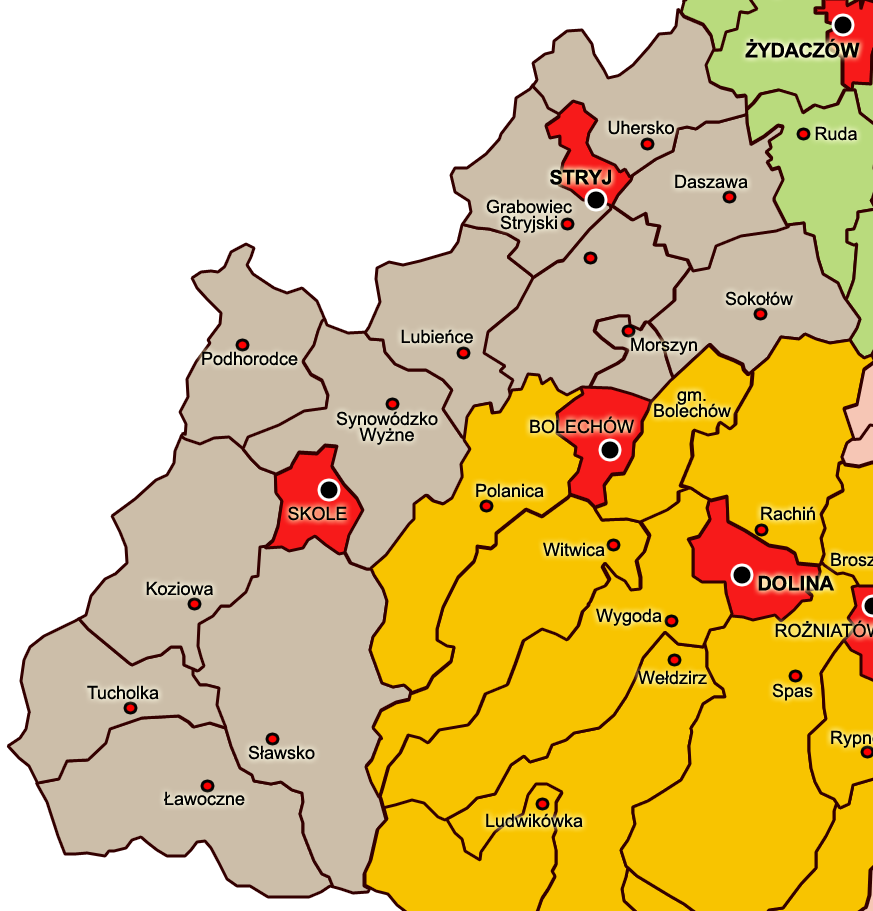
Стрийський повіт

1 квітня 1932 року ліквідовано Сколівський повіт, а його територію приєднано до Стрийського повіту.
Розпорядженням Ради міністрів 28 травня 1934 року з Жидачівського повіту вилучили сільські гміни Баліче Подґурне (Баліче Зажечне), Баліче Подружне і Юсептиче та з Долинського повіту гміни Лісовіце, Задеревач, Воля Задеревацка, Нінюв Дольни, Нінюв Ґурни і Похерсдорф і включили до Стрийського.
1 серпня 1934 р. здійснено новий поділ на сільські гміни внаслідок об'єднання дотогочасних (збережених від Австро-Угорщини) ґмін, які позначали громаду села. Новоутворені ґміни відповідали волості — об'єднували громади кількох сіл або (в дуже рідкісних випадках) обмежувались єдиним дуже великим селом.

#### Міста (Міські ґміни)
1. містечко Сколе — з 01.04.1932. Місто з 1934 р.
2. м. Стрий

#### Сільські ґміни
Кількість:
1920—1932 рр. — 50
1932—1934 рр. — 100
1934 рр. — 109
| Об'єднані сільські ґміни 1934 року | Об'єднані сільські ґміни 1934 року | Старі сільські ґміни | Кількість |
| ---------------------------------- | ---------------------------------- | --- | --------- |
| 1                                  | Ґміна Братковце                    | Бережниця, Братківці, Верхній Нинів (з 28.05.1934), Верхня Лукавиця, Довге, Жулин, Нижня Лукавиця, Нижній Нинів (з 28.05.1934), Пехерсдорф (з 28.05.1934), Семигинів, Стрілків, Станків, Фалиш                                                                       | 13        |
| 2                                  | Ґміна Грабовець Стрийський         | Бригідин, Грабовець Стрийський, Голобутів, Дуліби, Завадів, Колодниця, Конюхів, Нежухів | 8         |
| 3                                  | Ґміна Дашава                       | Верчани, Ґельсендорф, Дашава, Юсептиче (Йосиповичі) (з 28.05.1934), Комарів, Лотатники, Олексичі, Підгірці, Стриганці, Татарське, Ходовичі | 11        |
| 4                                  | Ґміна Козьова                      | Козьова (з 01.04.1932), Коростів (з 01.04.1932), Орява (з 01.04.1932), Орявчик (з 01.04.1932), Погар (з 01.04.1932), Риків (з 01.04.1932), Тисовець (з 01.04.1932)                                                                                                   | 7         |
| 5                                  | Ґміна Лавочне                      | Вижлів (Верхнячка) (з 01.04.1932), Волосянка (з 01.04.1932), Жупани (з 01.04.1932), Кальне (з 01.04.1932), Лавочне (з 01.04.1932), Опорець (з 01.04.1932), Тернавка (з 01.04.1932), Хащованя (з 01.04.1932), Хітар (з 01.04.1932), Ялинкувате (з 01.04.1932)         | 10        |
| 6                                  | Ґміна Любинце                      | Верхня Стинава (з 01.04.1932), Воля-Довголуцька, Гірне, Довголука, Монастирець, Розгірче, Нижня Стинава (з 01.04.1932), Хромогорб | 8         |
| 7                                  | Ґміна Моршин                       | Лисовичі (з 28.05.1934), Моршин | 2         |
| 8                                  | Ґміна Подгородце                   | Крушельниця-Шляхетська (з 01.04.1932), Крушельниця-Рустикальна (з 01.04.1932), Підгородці (з 01.04.1932), Сопіт (з 01.04.1932), Урич (з 01.04.1932), Ямельниця (з 01.04.1932)                                                                                        | 6         |
| 9                                  | Ґміна Синьовидзько Вижнє           | Верхнє Синьовидне (з 01.04.1932), Кам'янка (з 01.04.1932), Корчин Рустикальний (з 01.04.1932), Корчин Шляхетський (з 01.04.1932), Межиброди (з 01.04.1932), Нижнє Синьовидне (з 01.04.1932), Побук (з 01.04.1932), Тишівниця (з 01.04.1932), Труханів (з 01.04.1932) | 9         |
| 10                                 | Ґміна Славсько                     | Верхня Рожанка (з 01.04.1932), Грабовець Сколівський (з 01.04.1932), Головецько (з 01.04.1932), Гребенів (з 01.04.1932), Либохора (з 01.04.1932), Нижня Рожанка (з 01.04.1932), Славське (з 01.04.1932), Тухля (з 01.04.1932)                                        | 8         |
| 11                                 | Ґміна Соколув                      | Баліче Подґурне (Баліче Зажечне) (з 28.05.1934), Баліче Подружне (з 28.05.1934), Великі Дідушичі, Воля-Задеревацька (з 28.05.1934), Задеревач (з 28.05.1934), Лани-Соколівські, Малі Дідушичі, Сихів, Соколів, Угільня                                               | 10        |
| 12                                 | Ґміна Тухолька                     | Аннаберг (з 01.04.1932), Карлсдорф (з 01.04.1932), Климець (з 01.04.1932), Плав'я (з 01.04.1932), Сморже Містечко (з 01.04.1932), Сморже Нижнє (з 01.04.1932), Тухолька (з 01.04.1932), Феліцієнталь (з 01.04.1932)                                                  | 8         |
| 13                                 | Ґміна Угерсько                     | Вівня, Добрівляни, Добряни, Кавське, Кути, Лисятичі, П'ятничани, Пукеничі, Угерсько | 9         |

* Виділено містечка, що були у складі сільських ґмін та не мали міських прав.

### Населення
Українці-грекокатолики становили 69 % населення повіту (1907).
У 1939 році в повіті проживало 163 860 мешканців (116 285 українців-грекокатоликів — 70,97 %, 2 030 українців-латинників — 1,24 %, 20 555 поляків — 12,54 %, 900 польських колоністів міжвоєнного періоду — 0,55 %, 18 055 євреїв — 11,02 % і 6 035 німців та інших національностей — 3,68 %).

## У складі СРСР
У середині вересня 1939 року німці окупували територію повіту, однак вже 26 вересня 1939 року мусіли відступити, оскільки за пактом Ріббентропа-Молотова вона належала до радянської зони впливу. 27.11.1939 постановою Верховної Ради УРСР повіт включений до новоутвореної Дрогобицької області. 
17 січня 1940 року територія повіту поділена на райони — кожен із кількох ґмін:
- Стрийський — міської ґміни Стрий і сільських Братковце, Грабовєц Стрийскі, Дашава, Моршин, Соколув і Угерсько;
- Сколівський міської ґміни Сколе і сільських Любєнце, Подгородце і Синовудско Вижне;
- Лавочнянський (Славський) — зі сільських ґмін Козьова, Лавочне, Славське і Тухолька.

## Третій Райх
Під час німецької окупації у 1941—1944 рр. Стрийський повіт був відновлений як адміністративна одиниця Крайсгауптманшафту Стрий — складової частини Дистрикту Галичина. Відновлений також був і поділ на гміни (волості).